# Samthäubchen
Die Samthäubchen (Conocybe) sind eine Pilzgattung aus der Familie der Mistpilzverwandten (Bolbitiaceae) und umfassen etwa 150 eigenständige Arten. Die Typusart ist das Roststielige Samthäubchen (Conocybe tenera). Es sind meist kleine, helmlingsartige Pilze ohne Velum oder Schleier. Die angewachsenen oder freien Lamellen stehen dichter als bei den sehr ähnlichen Häublingen (Galerina) und das Sporenpulver ist zimtbraun bis rostbraun. Die Huthaut ist ein Hymeniderm und die Lamellenschneiden tragen immer lecythiforme Zystiden, Pleurozystiden fehlen. Die meist nitrophilen Saprobionten kommen auf Rasen, Weide, in Gärten oder auf Mist vor, in Wäldern sind sie eher selten. Üblicherweise wird die Gattung den sogenannten Little brown mushrooms zugeordnet.

## Merkmale

### Makroskopische Merkmale
Die Gattung Conocybe besteht überwiegend aus sehr kleinen bis kleinen, zierlichen und leicht zerbrechlichen Pilzen. Ihr dünner, glatter, 0,3–7 cm breiter Hut ist kegelig bis glockenförmig und hat eine weißliche, gelbe, hellbeige oder ocker- bis rostbraune Färbung. Bei Feuchtigkeit scheinen die Brauntöne stärker durch. Diese Eigenschaft nennt man hygrophan. Die Lamellen sind angeheftet bis frei und erst ockerlich und bei Sporenreife meist blass rostbraun gefärbt. Die Lamellenschneiden sind blasser, oft flockig und gezähnelt bis schartig. Das Sporenpulver ist zimt- bis rostbraun. Der weiße bis braune Stiel ist dünn, steif, 15 bis 140 mm lang und 0,5 bis 12 mm breit, selten hat er eine 14 mm breite Knolle, ein Velum partiale oder ein Ring kommt nicht vor. Das Fleisch ist weich und zerbrechlich und selten gefärbt. Der Geschmack ist in der Regel mild.
Wenig typisch und innerhalb der Gattung eine Ausnahme ist das Ansehnliche Samthäubchen (Conocybe intrusa), dessen kompakte Fruchtkörper eher an einen Fälbling erinnern.

### Mikroskopische Merkmale
Die meist glatten Sporen sind elliptisch, mandel- bis zitronenförmig oder sechseckig und werden 4,5–20 µm lang und 3–10 µm breit. Bei den Vertretern der Untergattung Ochromarasmius tragen sie auch niedrige, runde Warzen. Die inamyloiden Sporen sind dickwandig und haben an der Spitze meist einen deutlichen Keimporus. Bei den zwei- bis viersporigen Basidien können arttypisch an der Basis Schnallen ausgebildet sein oder auch fehlen. Während Pleurozystiden fehlen, sind die gattungscharakteristischen Cheilozystiden auf den Lamellenschneiden immer vorhanden. Sie werden als „lecythiform“ bezeichnet, weil sie mit dem Köpfchen an ihrer Spitze wie die vasenartigen Gefäße aussehen, in denen die alten Griechen ihr Olivenöl aufbewahrten. Einige Mykologen vergleichen die Zellen auch mit Kegelfiguren.
Das Hyphensystem ist monomitisch, ist also nur aus gleichartigen Hyphen aufgebaut. Auch bei den Hyphen können artabhängig Schnallen vorhanden sein oder fehlen. Die zellig aufgebaute Huthaut (Pileipellis) ist ein Hymeniderm oder Ixohymeniderm und besteht aus rundlichen bis birnförmigen Zellen. Das Lamellentrama ist regelmäßig.

## Gattungsabgrenzung
Verwechslungsgefahr besteht mit den Vertretern der Gattungen Mistpilze (Bolbitius), ferner Faserlinge, Ackerlinge, Tintlinge, Trompetenschnitzlinge sowie die teils hochgiftigen Häublinge.
Einige Autoren stellen auch die Arten aus der Gattung der Glockenschüpplinge (Pholiotina) in die Gattung Conocybe, doch werden in neueren Systematiken (Hausknecht & Krisai 2007 und E. Arnolds 2003) die Glockenschüpplinge als eigene Gattung wieder abgetrennt.

## Verbreitung und Ökologie
Samthäubchen-Arten sind in Europa, Asien, Nordafrika, sowie ganz Amerika, besonders in den USA und Kanada, verbreitet.
Sie wachsen bevorzugt auf grasreichen Flächen wie Weiden, Wegrändern oder Wiesen, außerdem auf Dung. Lichte Laubwälder bieten ebenfalls günstige Wachstumsbedingungen.

## Arten

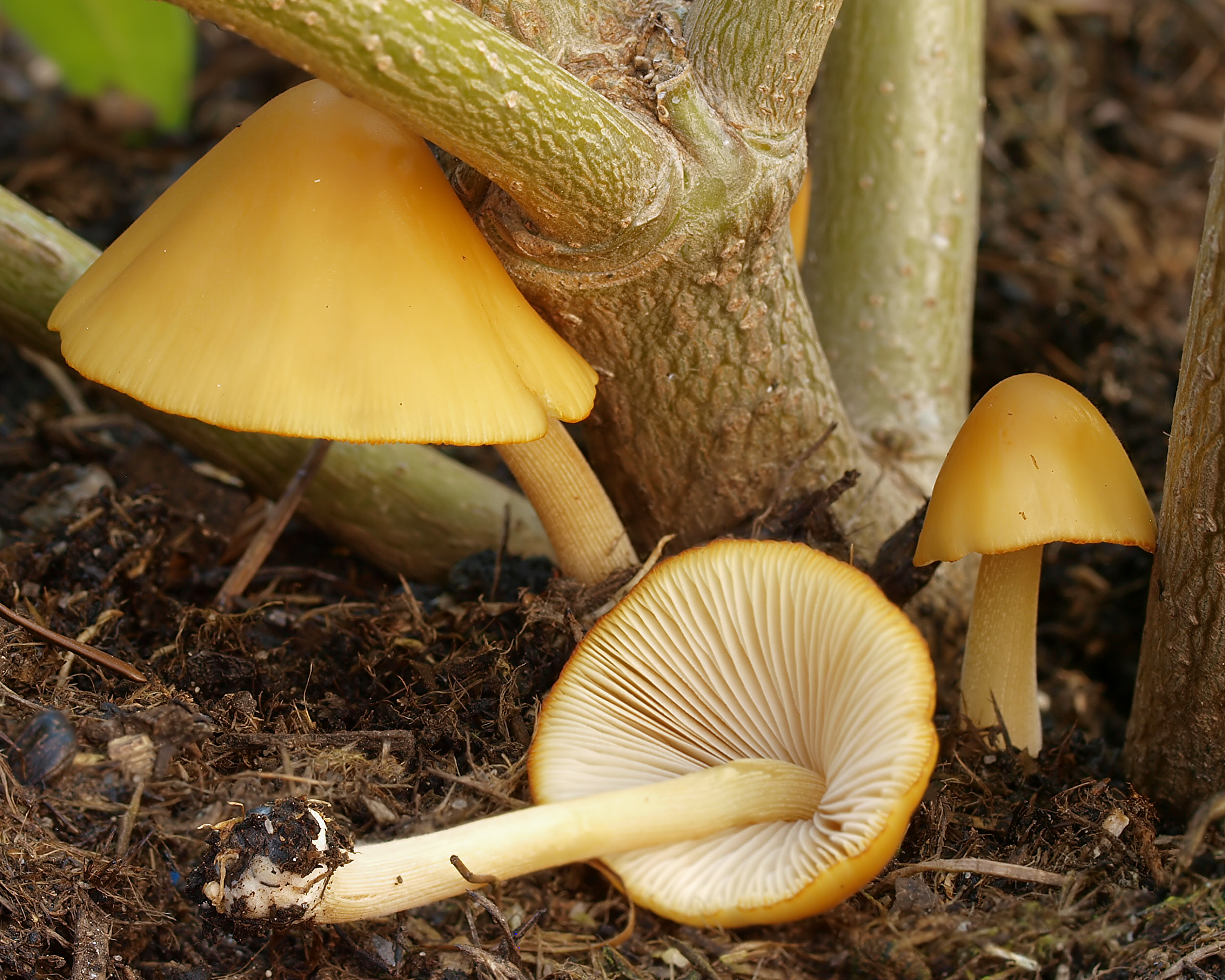
Gold-Samthäubchen Conocybe aurea
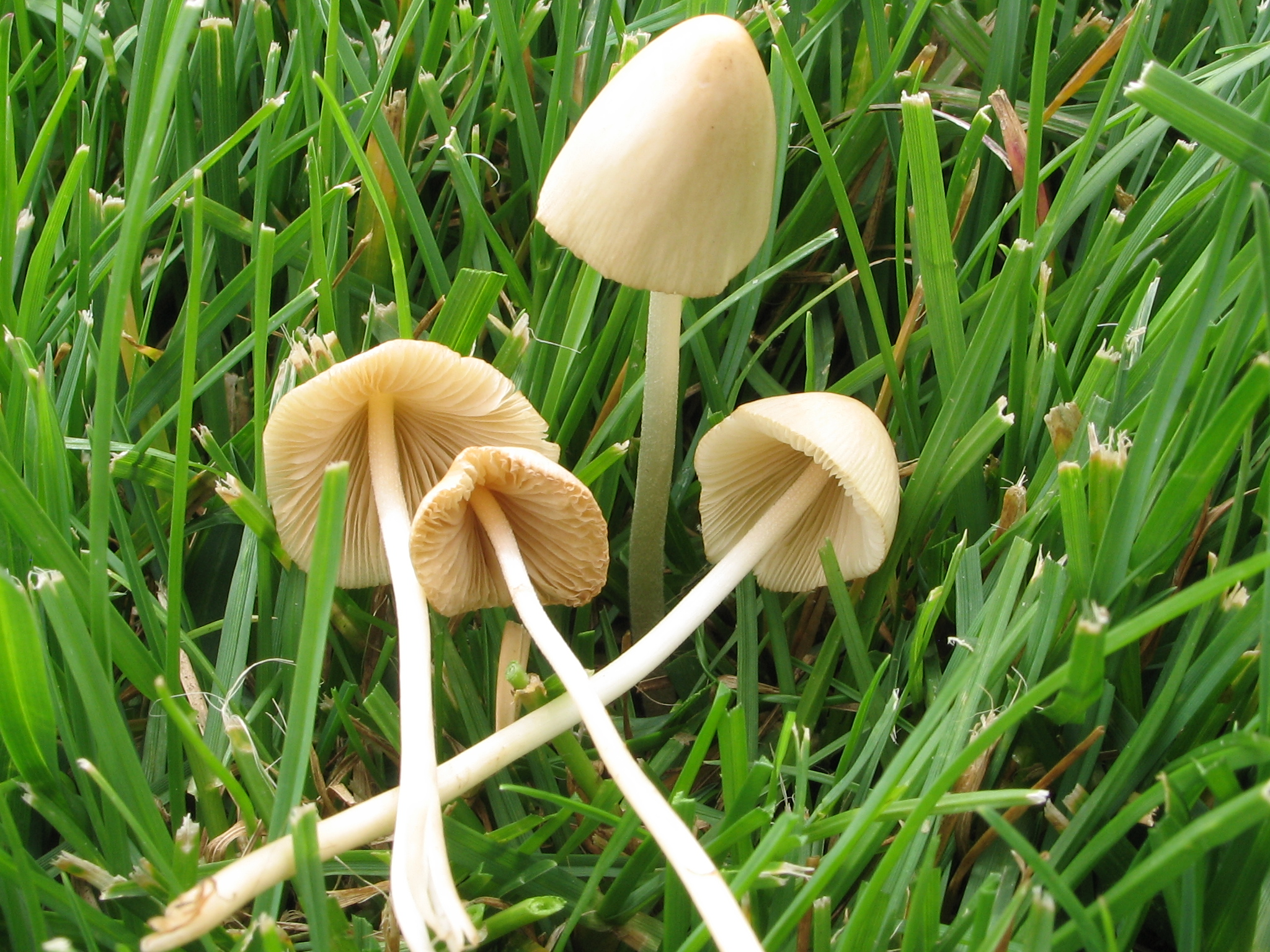
Conocybe apala
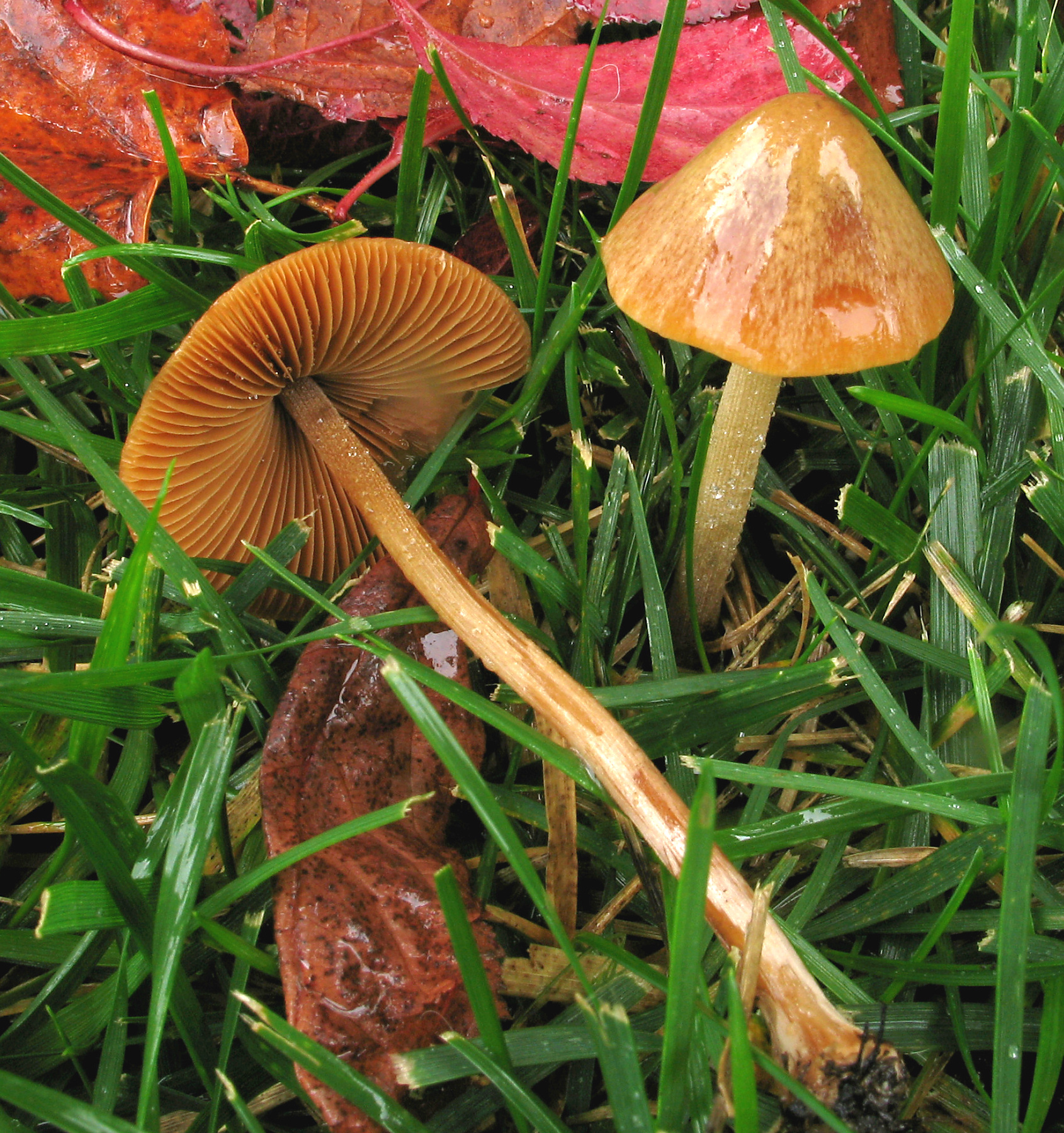
Tonblasses Samthäubchen Conocybe siliginea
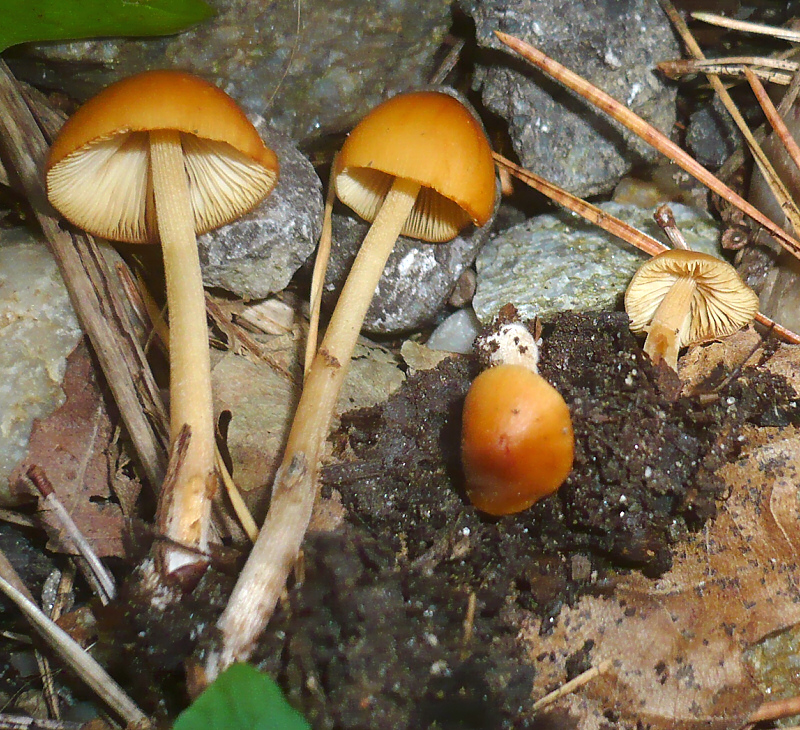
Gerandetknolliges Samthäubchen Conocybe subovalis

Die Gattung der Conocybe umfasst strenggenommen knapp 150 Arten. Die Abgrenzung der Taxa auf Artebene ist hierbei nicht abschließend geklärt. Außerdem bestehen auf Seiten der Mykologen verschiedene Auffassungen zur Einordnung.
Unter Berücksichtigung der Varietäten und Formen ergeben sich etwa verschiedene 240 Taxa. In Europa sind über 100 Arten und Varietäten bekannt bzw. zu erwarten. In Österreich wurden 93 Arten gemeldet.
| Samthäubchen (Conocybe) in Europa |                                      |                                                                 |
| \| Deutscher Name \| Wissenschaftlicher Name \| Autorenzitat \| \| ----------------------------------- \| ------------------------------------ \| --------------------------------------------------------------- \| \| Milchweißes Samthäubchen \| Conocybe albipes \| (G.H. Otth 1871) Hausknecht 1998 \| \| Zweisporiges Wurzel-Samthäubchen \| Conocybe ambigua \| Arnolds 1983 \| \| Kohlen-Samthäubchen \| Conocybe anthracophila \| Maire & Kühner 1935 ex Kühner & Watling 1983 \| \| Eckigsporiges Wurzel-Samthäubchen \| Conocybe antipus \| (Lasch 1828 : Fries 1832) Fayod 1889 \| \| Gold-Samthäubchen \| Conocybe aurea \| (Jul. Schäffer 1930) Hongo 1963 \| \| Zweisporiges Samthäubchen \| Conocybe bispora \| (Singer 1977) Hausknecht 1998 \| \| Gesägtblättriges Samthäubchen \| Conocybe brachypodii \| (Velenovský 1947) Hausknecht & Svrcek 1999 \| \| Büscheliges Samthäubchen \| Conocybe cettoiana \| Hausknecht & Enderle 1992 \| \| Zerbrechliches Samthäubchen \| Conocybe crispella \| (Murrill 1942) Singer 1950 \| \| Zylinderhütiges Samthäubchen \| Conocybe cylindracea \| Maire & Kühner 1935 ex Singer 1959 \| \| Schleimiges Samthäubchen \| Conocybe deliquescens \| Hausknecht & Krisai-Greilhuber 2006 \| \| Hecken-Samthäubchen \| Conocybe dumetorum \| (Velenovský 1921) Svrcek 1956 \| \| Dünen-Samthäubchen \| Conocybe dunensis \| T.J. Wallace 1960 \| \| Dunkelscheiteliges Samthäubchen \| Conocybe echinata \| (Velenovský 1947) Singer 1989 \| \| Dunkelscheiteliges Samthäubchen \| Conocybe echinata \| (Velenovský 1947) Singer 1989 \| \| Wurzelndes Mist-Samthäubchen \| Conocybe fimetaria \| Watling 1986 \| \| Dattelbraunes Wurzel-Samthäubchen \| Conocybe fiorii \| (D. Saccardo 1898) Watling 1981 \| \| Fleischrosa Samthäubchen \| Conocybe fragilis \| (Peck 1897) Singer 1950 \| \| Viersporiges Mist-Samthäubchen \| Conocybe fuscimarginata \| (Murrill 1942) Singer 1969 \| \| Riesensporiges Samthäubchen \| Conocybe gigasperma \| Enderle & Hausknecht 1992 \| \| Dunkles Gras-Samthäubchen \| Conocybe graminis \| Hausknecht 1996 \| \| Kräuter-Samthäubchen \| Conocybe herbarum \| Hausknecht 1996 \| \| Eckigsporiges Samthäubchen \| Conocybe hexagonospora \| Métrod 1940 ex Hausknecht & Enderle 1993 \| \| Bescheidetes Samthäubchen \| Conocybe hornana \| Singer & Hausknecht 1989 \| \| Fleischrotes Samthäubchen \| Conocybe incarnata \| (Jul. Schäffer 1930) Hausknecht & Arnolds 2003 \| \| Risspilzähnliches Samthäubchen \| Conocybe inocybeoides \| Watling 1980 \| \| Ansehnliches Samthäubchen \| Conocybe intrusa \| (Peck 1896) Singer 1950 \| \| Binsen-Samthäubchen \| Conocybe juncicola \| Hausknecht 2001 \| \| Schwachgestreiftes Samthäubchen \| Conocybe juniana \| (Velenovský 1947) Hausknecht & Svrcek 1999 \| \| Linsensporiges Samthäubchen \| Conocybe lenticulospora \| Watling 1980 \| \| Hasen-Samthäubchen \| Conocybe leporina \| (Velenovský 1947) Singer 1989 \| \| Rillstieliges Samthäubchen \| Conocybe leucopus \| Kühner 1935 ex Kühner & Watling 1983 \| \| Lobau-Samthäubchen \| Conocybe lobauensis \| Singer & Hausknecht 1988 \| \| Auwald-Samthäubchen \| Conocybe macrocephala \| Kühner 1935 ex Kühner & Watling 1980 \| \| Freudiggefärbtes Samthäubchen \| Conocybe mesospora \| Kühner 1935 ex Kühner & Watling 1980 \| \| Bereiftes Samthäubchen \| Conocybe microspora var. brunneola \| (Kühner 1935 ex Kühner & Watling 1980) Singer & Hausknecht 1992 \| \| Kleinstes Samthäubchen \| Conocybe minima \| Singer & Hausknecht 1992 \| \| Bleigraues Samthäubchen \| Conocybe moseri \| Watling 1980 \| \| Mausgraues Samthäubchen \| Conocybe murinacea \| Watling 1980 \| \| Schwarzscheibiges Samthäubchen \| Conocybe nigrodisca \| Hausknecht & Krisai 1992 \| \| Ockerlichweißes Samthäubchen \| Conocybe ochroalbida \| Hausknecht 1995 \| \| Ockerstreifiges Samthäubchen \| Conocybe ochrostriata \| Hausknecht 2005 \| \| Blasssporiges Samthäubchen \| Conocybe pallidospora \| Kühner 1935 ex Kühner & Watling 1983 \| \| Engblättriges Samthäubchen \| Conocybe pilosella \| (Persoon 1801 : Fries 1821) Kühner 1935 \| \| Zweisporiges Milch-Samthäubchen \| Conocybe pseudocrispa \| (Hausknecht 1998) Arnolds 2003 \| \| Flaumstieliges Mist-Samthäubchen \| Conocybe pubescens \| (Gillet 1874) Kühner 1935 \| \| Großsporiges Langstiel-Samthäubchen \| Conocybe pubescens var. macrospora \| (G.F.Atkinson 1918) E. Ludwig 2007 \| \| Bereiftstieliges Samthäubchen \| Conocybe pulchella \| (Velenovský 1921) Hausknecht & Svrcek 1999 \| \| Rostgoldenes Samthäubchen \| Conocybe rickeniana \| Singer 1951 ex P.D. Orton 1960 \| \| Rötlichbraunes Samthäubchen \| Conocybe robertii \| Singer & Hausknecht 1992 \| \| Rosafuß-Samthäubchen \| Conocybe roseipes \| Hausknecht 1995 \| \| Sand-Samthäubchen \| Conocybe sabulicola \| Hausknecht & Enderle 1992 \| \| Halbkugeliges Samthäubchen \| Conocybe semiglobata \| Kühner 1935 ex Kühner & Watling 1980 \| \| Sienablättriges Samthäubchen \| Conocybe siennophylla \| (Berkeley & Broome 1871) Singer 1955 \| \| Tonblasses Samthäubchen \| Conocybe siliginea \| (Fries 1818 : Fries 1821) Kühner 1935 \| \| Dungliebendes Samthäubchen \| Conocybe siliginea f. rickenii \| (Jul. Schäffer 1930) Arnolds 2003 \| \| Großes Mist-Samthäubchen \| Conocybe singeriana \| Hausknecht in Hausknecht & Krisai-Greilhuber 1998 \| \| Subalpines Samthäubchen \| Conocybe subalpina \| (Singer 1989) Singer & Hausknecht 1992 \| \| Gerandetknolliges Samthäubchen \| Conocybe subovalis \| Kühner & Watling 1980 \| \| Bleiches Samthäubchen \| Conocybe subpallida \| Enderle 1991 \| \| Langstieliges Samthäubchen \| Conocybe subpubescens \| P.D. Orton 1960 \| \| Trockenrasen-Samthäubchen \| Conocybe subxerophytica \| Singer & Hausknecht 1992 \| \| Dunkles Trockenrasen-Samthäubchen \| Conocybe subxerophytica var. brunnea \| Hausknecht 2002 \| \| Roststieliges Samthäubchen \| Conocybe tenera \| (Schaeffer 1774 : Fries 1821) Fayod 1889 \| \| Gebirgs-Samthäubchen \| Conocybe velutipes \| (Velenovský 1939) Hausknecht & Svrcek 1999 \| \| Grünbraunes Samthäubchen \| Conocybe viridibrunnescens \| E. Ludwig 2007 \| \| Runzelhütiges Samthäubchen \| Conocybe zuccherellii \| Hausknecht 2003 \| |                                      |                                                                 |
| Deutscher Name | Wissenschaftlicher Name              | Autorenzitat                                                    |
| Milchweißes Samthäubchen | Conocybe albipes                     | (G.H. Otth 1871) Hausknecht 1998                                |
| Zweisporiges Wurzel-Samthäubchen | Conocybe ambigua                     | Arnolds 1983                                                    |
| Kohlen-Samthäubchen | Conocybe anthracophila               | Maire & Kühner 1935 ex Kühner & Watling 1983                    |
| Eckigsporiges Wurzel-Samthäubchen | Conocybe antipus                     | (Lasch 1828 : Fries 1832) Fayod 1889                            |
| Gold-Samthäubchen | Conocybe aurea                       | (Jul. Schäffer 1930) Hongo 1963                                 |
| Zweisporiges Samthäubchen | Conocybe bispora                     | (Singer 1977) Hausknecht 1998                                   |
| Gesägtblättriges Samthäubchen | Conocybe brachypodii                 | (Velenovský 1947) Hausknecht & Svrcek 1999                      |
| Büscheliges Samthäubchen | Conocybe cettoiana                   | Hausknecht & Enderle 1992                                       |
| Zerbrechliches Samthäubchen | Conocybe crispella                   | (Murrill 1942) Singer 1950                                      |
| Zylinderhütiges Samthäubchen | Conocybe cylindracea                 | Maire & Kühner 1935 ex Singer 1959                              |
| Schleimiges Samthäubchen | Conocybe deliquescens                | Hausknecht & Krisai-Greilhuber 2006                             |
| Hecken-Samthäubchen | Conocybe dumetorum                   | (Velenovský 1921) Svrcek 1956                                   |
| Dünen-Samthäubchen | Conocybe dunensis                    | T.J. Wallace 1960                                               |
| Dunkelscheiteliges Samthäubchen | Conocybe echinata                    | (Velenovský 1947) Singer 1989                                   |
| Dunkelscheiteliges Samthäubchen | Conocybe echinata                    | (Velenovský 1947) Singer 1989                                   |
| Wurzelndes Mist-Samthäubchen | Conocybe fimetaria                   | Watling 1986                                                    |
| Dattelbraunes Wurzel-Samthäubchen | Conocybe fiorii                      | (D. Saccardo 1898) Watling 1981                                 |
| Fleischrosa Samthäubchen | Conocybe fragilis                    | (Peck 1897) Singer 1950                                         |
| Viersporiges Mist-Samthäubchen | Conocybe fuscimarginata              | (Murrill 1942) Singer 1969                                      |
| Riesensporiges Samthäubchen | Conocybe gigasperma                  | Enderle & Hausknecht 1992                                       |
| Dunkles Gras-Samthäubchen | Conocybe graminis                    | Hausknecht 1996                                                 |
| Kräuter-Samthäubchen | Conocybe herbarum                    | Hausknecht 1996                                                 |
| Eckigsporiges Samthäubchen | Conocybe hexagonospora               | Métrod 1940 ex Hausknecht & Enderle 1993                        |
| Bescheidetes Samthäubchen | Conocybe hornana                     | Singer & Hausknecht 1989                                        |
| Fleischrotes Samthäubchen | Conocybe incarnata                   | (Jul. Schäffer 1930) Hausknecht & Arnolds 2003                  |
| Risspilzähnliches Samthäubchen | Conocybe inocybeoides                | Watling 1980                                                    |
| Ansehnliches Samthäubchen | Conocybe intrusa                     | (Peck 1896) Singer 1950                                         |
| Binsen-Samthäubchen | Conocybe juncicola                   | Hausknecht 2001                                                 |
| Schwachgestreiftes Samthäubchen | Conocybe juniana                     | (Velenovský 1947) Hausknecht & Svrcek 1999                      |
| Linsensporiges Samthäubchen | Conocybe lenticulospora              | Watling 1980                                                    |
| Hasen-Samthäubchen | Conocybe leporina                    | (Velenovský 1947) Singer 1989                                   |
| Rillstieliges Samthäubchen | Conocybe leucopus                    | Kühner 1935 ex Kühner & Watling 1983                            |
| Lobau-Samthäubchen | Conocybe lobauensis                  | Singer & Hausknecht 1988                                        |
| Auwald-Samthäubchen | Conocybe macrocephala                | Kühner 1935 ex Kühner & Watling 1980                            |
| Freudiggefärbtes Samthäubchen | Conocybe mesospora                   | Kühner 1935 ex Kühner & Watling 1980                            |
| Bereiftes Samthäubchen | Conocybe microspora var. brunneola   | (Kühner 1935 ex Kühner & Watling 1980) Singer & Hausknecht 1992 |
| Kleinstes Samthäubchen | Conocybe minima                      | Singer & Hausknecht 1992                                        |
| Bleigraues Samthäubchen | Conocybe moseri                      | Watling 1980                                                    |
| Mausgraues Samthäubchen | Conocybe murinacea                   | Watling 1980                                                    |
| Schwarzscheibiges Samthäubchen | Conocybe nigrodisca                  | Hausknecht & Krisai 1992                                        |
| Ockerlichweißes Samthäubchen | Conocybe ochroalbida                 | Hausknecht 1995                                                 |
| Ockerstreifiges Samthäubchen | Conocybe ochrostriata                | Hausknecht 2005                                                 |
| Blasssporiges Samthäubchen | Conocybe pallidospora                | Kühner 1935 ex Kühner & Watling 1983                            |
| Engblättriges Samthäubchen | Conocybe pilosella                   | (Persoon 1801 : Fries 1821) Kühner 1935                         |
| Zweisporiges Milch-Samthäubchen | Conocybe pseudocrispa                | (Hausknecht 1998) Arnolds 2003                                  |
| Flaumstieliges Mist-Samthäubchen | Conocybe pubescens                   | (Gillet 1874) Kühner 1935                                       |
| Großsporiges Langstiel-Samthäubchen | Conocybe pubescens var. macrospora   | (G.F.Atkinson 1918) E. Ludwig 2007                              |
| Bereiftstieliges Samthäubchen | Conocybe pulchella                   | (Velenovský 1921) Hausknecht & Svrcek 1999                      |
| Rostgoldenes Samthäubchen | Conocybe rickeniana                  | Singer 1951 ex P.D. Orton 1960                                  |
| Rötlichbraunes Samthäubchen | Conocybe robertii                    | Singer & Hausknecht 1992                                        |
| Rosafuß-Samthäubchen | Conocybe roseipes                    | Hausknecht 1995                                                 |
| Sand-Samthäubchen | Conocybe sabulicola                  | Hausknecht & Enderle 1992                                       |
| Halbkugeliges Samthäubchen | Conocybe semiglobata                 | Kühner 1935 ex Kühner & Watling 1980                            |
| Sienablättriges Samthäubchen | Conocybe siennophylla                | (Berkeley & Broome 1871) Singer 1955                            |
| Tonblasses Samthäubchen | Conocybe siliginea                   | (Fries 1818 : Fries 1821) Kühner 1935                           |
| Dungliebendes Samthäubchen | Conocybe siliginea f. rickenii       | (Jul. Schäffer 1930) Arnolds 2003                               |
| Großes Mist-Samthäubchen | Conocybe singeriana                  | Hausknecht in Hausknecht & Krisai-Greilhuber 1998               |
| Subalpines Samthäubchen | Conocybe subalpina                   | (Singer 1989) Singer & Hausknecht 1992                          |
| Gerandetknolliges Samthäubchen | Conocybe subovalis                   | Kühner & Watling 1980                                           |
| Bleiches Samthäubchen | Conocybe subpallida                  | Enderle 1991                                                    |
| Langstieliges Samthäubchen | Conocybe subpubescens                | P.D. Orton 1960                                                 |
| Trockenrasen-Samthäubchen | Conocybe subxerophytica              | Singer & Hausknecht 1992                                        |
| Dunkles Trockenrasen-Samthäubchen | Conocybe subxerophytica var. brunnea | Hausknecht 2002                                                 |
| Roststieliges Samthäubchen | Conocybe tenera                      | (Schaeffer 1774 : Fries 1821) Fayod 1889                        |
| Gebirgs-Samthäubchen | Conocybe velutipes                   | (Velenovský 1939) Hausknecht & Svrcek 1999                      |
| Grünbraunes Samthäubchen | Conocybe viridibrunnescens           | E. Ludwig 2007                                                  |
| Runzelhütiges Samthäubchen | Conocybe zuccherellii                | Hausknecht 2003                                                 |

- Gold-Samthäubchen
Conocybe aurea
- Conocybe apala
- Tonblasses Samthäubchen
Conocybe siliginea
- Gerandetknolliges Samthäubchen
Conocybe subovalis

## Bedeutung

### Speisewert
Samthäubchen gelten als ungenießbar, einige Arten sind giftig: Conocybe velutipes syn. C. kuehneriana, das Gebirgs-Samthäubchen, enthält psychoaktive Alkaloide. Auch der aus Mexiko stammende und von R. Heim beschriebene Samthäubling Conocybe siligineoides steht im Verdacht psychoaktive Substanzen zu enthalten, ein entsprechender Nachweis steht aber noch aus.

### Inhaltsstoffe
Bei einzelnen Arten wurden größere Mengen der Indolalkaloide Psilocybin, teilweise Psilocin und später Baeocystin nachgewiesen, die denen der verwandten Gattung der Kahlköpfe (Psilocybe) ähneln (vgl. Psilocybe semilanceata). Phytochemische Analysen ergaben Einzelwerte (Blaufuß-Samthäubchen; Conocybe cyanopus) im Bereich von 0,15 bis 0,23 % Baeocystin und 0,73 bis 1,01 % Psilocybin.